# Przegląd Zachodniopomorski
Przegląd Zachodniopomorski – kwartalnik ukazujący się od 1963 roku w Szczecinie. Jego bezpośrednim poprzednikiem był miesięcznik, a potem dwumiesięcznik „Szczecin” wydawany od 1957 roku. Obecnie wydawcą jest Uniwersytet Szczeciński. Publikowane są w nim artykuły naukowe, recenzje, materiały dotyczące historii Pomorza Zachodniego. Pierwszym redaktorem naczelnym był Henryk Lesiński, obecnie jest nim Radosław Skrycki.